# Јован Ковачић
Јован Ковачић (Београд, 1953) је српски и југословенски новинар, члан Извршног комитета Трилатералне комисије, председник Српске групе Трилатералне комисије, члан Управног одбора Атлантског савета Србије, оснивач организације East-West Brigde, некадашњи ратни репортер и дописник Ројтерса, CNN-а, ABC-а, NPR-а и BBC-а.

## Биографија
Рођен је 1953. године у Београду. Радио је као извештач Танјуга, а касније дописник Ројтерса, CNN-а, ABC-а, NPR-а и BBC-а у време распада Југославије. Као ратни репортер и дописник агенције Ројтерс, прошао је све фронтове у време ратова од 1991. до 1998. године, пратећи и мировне преговоре у Женеви 1993. године и Дејтону 1995. године.
Од 1998. године је био политички саветник Канцеларије Високог представника за Босну и Херцеговину, одакле је водио реконструкцију ТВ Републике Српске у јавни сервис. Почетком 2001. године, постао је саветник за развој медија при канцеларији ОЕБС-а у Београду. Од 2006. године је био консултант Владе Републике Српске и председника Милорада Додика, а касније је био саветник Владе Републике Србије.
Основао је Српску националну групу Трилатералне комисије 2013. године. Оснивач је тинк-тенк организације East-West Brigde.